# Place Bertin

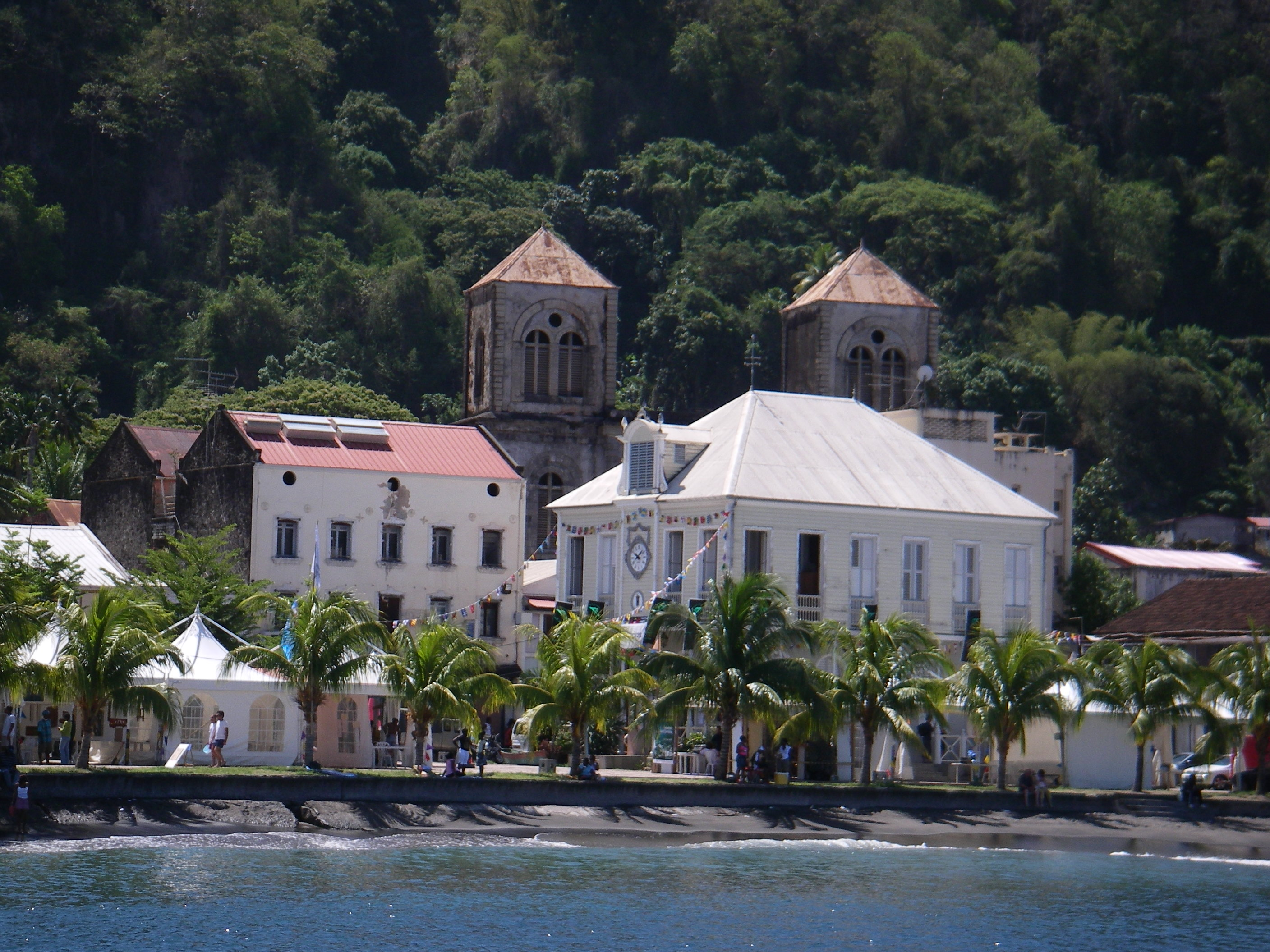
Vista actual de Martinique - Saint Pierre.

La Place Bertin era la plaza principal de la ciudad de St. Pierre. Fue sepultada por la espantosa erupción del Monte Pelée del 8 de mayo de 1902 que desintegró la ciudad y asesinó a más de 30.000 personas.
A las 12 del mediodía (cuatro horas después de la catástrofe) el gobernador interino (ya que el titular había muerto) envió al acorazado "Suchet" a investigar lo ocurrido. La nave llegó a St. Pierre a las 12:30 y encontró la ciudad en llamas. La temperatura le impidió atracar, y, cuando lo logró, el capitán se dirigió a la Place Bertin, en la zona céntrica, que había estado llena de árboles y alegres cafés y bares. Ni un árbol quedaba en pie, solo los ennegrecidos tocones, troncos carbonizados y arrancados del suelo de raíz. El fuego y los vapores asfixiantes impidieron una exploración más profunda, y los marinos abandonaron las ruinas humeantes.
Entretanto, muchos sobrevivientes habían sido rescatados de las aguas por pequeños pesqueros; algunos de ellos eran los mencionados marineros arrojados a las aguas. Todos estaban muy quemados. En la aldea de Le Carbet, protegida de los flujos por un alto promontorio ubicado al sur de la ciudad, se encontraron muchas más víctimas horriblemente quemadas.